# Tragocerus formosus
Tragocerus formosus är en skalbaggsart som beskrevs av Francis Polkinghorne Pascoe 1862. Tragocerus formosus ingår i släktet Tragocerus och familjen långhorningar. Inga underarter finns listade i Catalogue of Life.